# Приречное (Западно-Казахстанская область)
Прире́чное (каз. Приречное) — село в Теректинском районе Западно-Казахстанской области Казахстана. Административный центр Приречного сельского округа. Находится примерно в 35 км к юго-востоку от села Фёдоровка, административного центра района, на высоте 90 метров над уровнем моря. Код КАТО — 276259100.

## Население
В 1999 году численность населения села составляла 1151 человека (557 мужчин и 594 женщины). По данным переписи 2009 года, в селе проживали 761 человек (375 мужчин и 386 женщин).